# Gielniów
Gielniów é um município na região central da Polônia. Pertence à voivodia da Mazóvia, no condado de Przysucha. É a sede da comuna urbano-rural de Gielniów e da paróquia católica romana do Beato Ladislau de Gielniów.
Estende-se por uma área de 12,1 km², com 779 habitantes, segundo o censo de 31 de dezembro de 2021, com uma densidade populacional de 64,4 hab./km².
Gielniów recebeu o foral de cidade por volta de 1455. Foi privada dos direitos de cidade em 13 de janeiro de 1870 e incorporada à comuna de Smogorzów]], no condado de Opoczno, que foi transformada na comuna de Goździków. De 1870 a 1954 esteve na comuna rural de Goździków, de 1954 a 1972 foi a sede da gromada de Gielniów (a partir de 1956 no condado de Przysucha) e, a partir de 1973, da nova comuna de Gielniów. De 1975 a 1998, pertenceu administrativamente à voivodia de Radom. Em 1 de janeiro de 2024, recuperou a condição de cidade.

## História

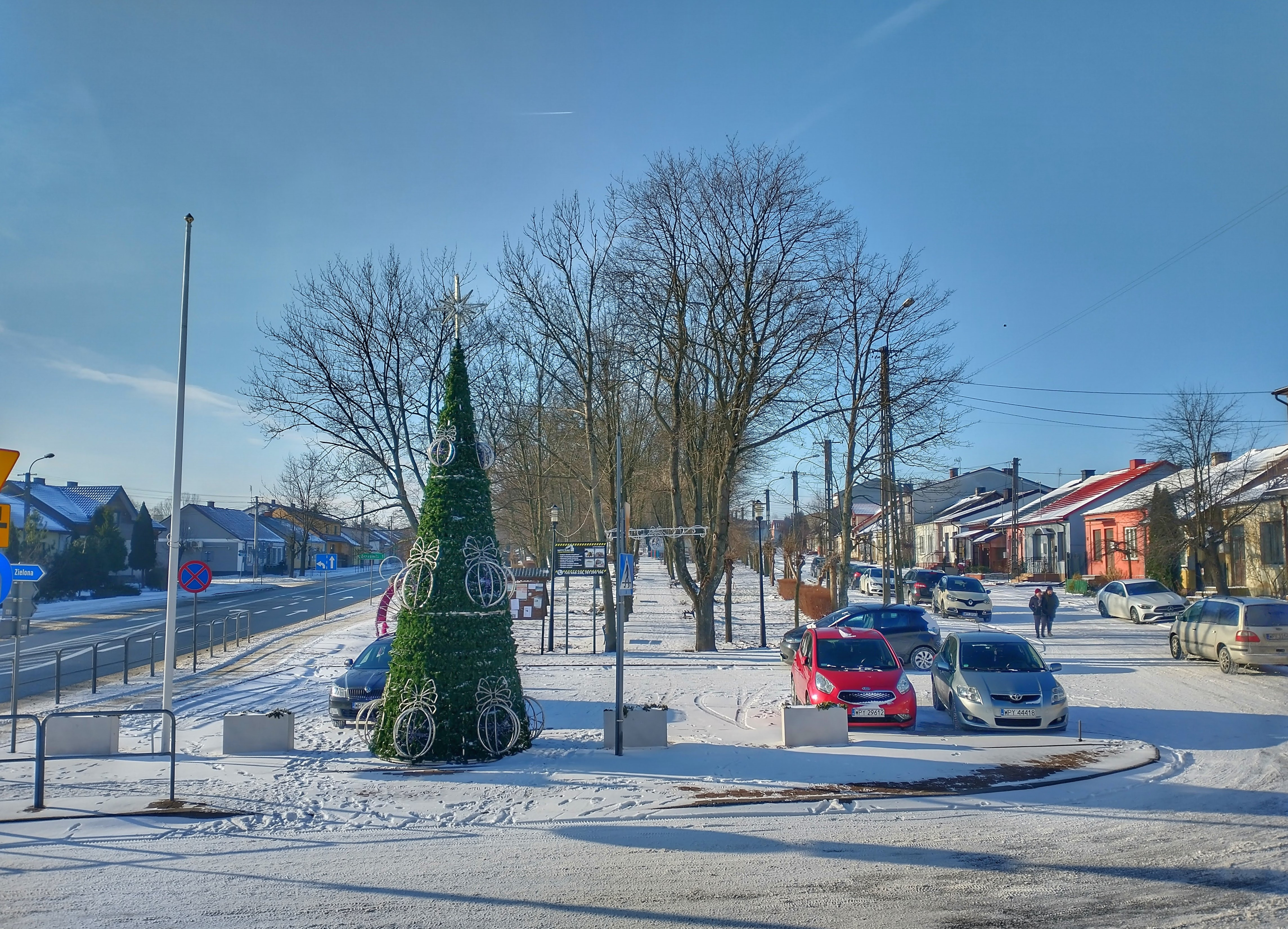
Praça Wolności

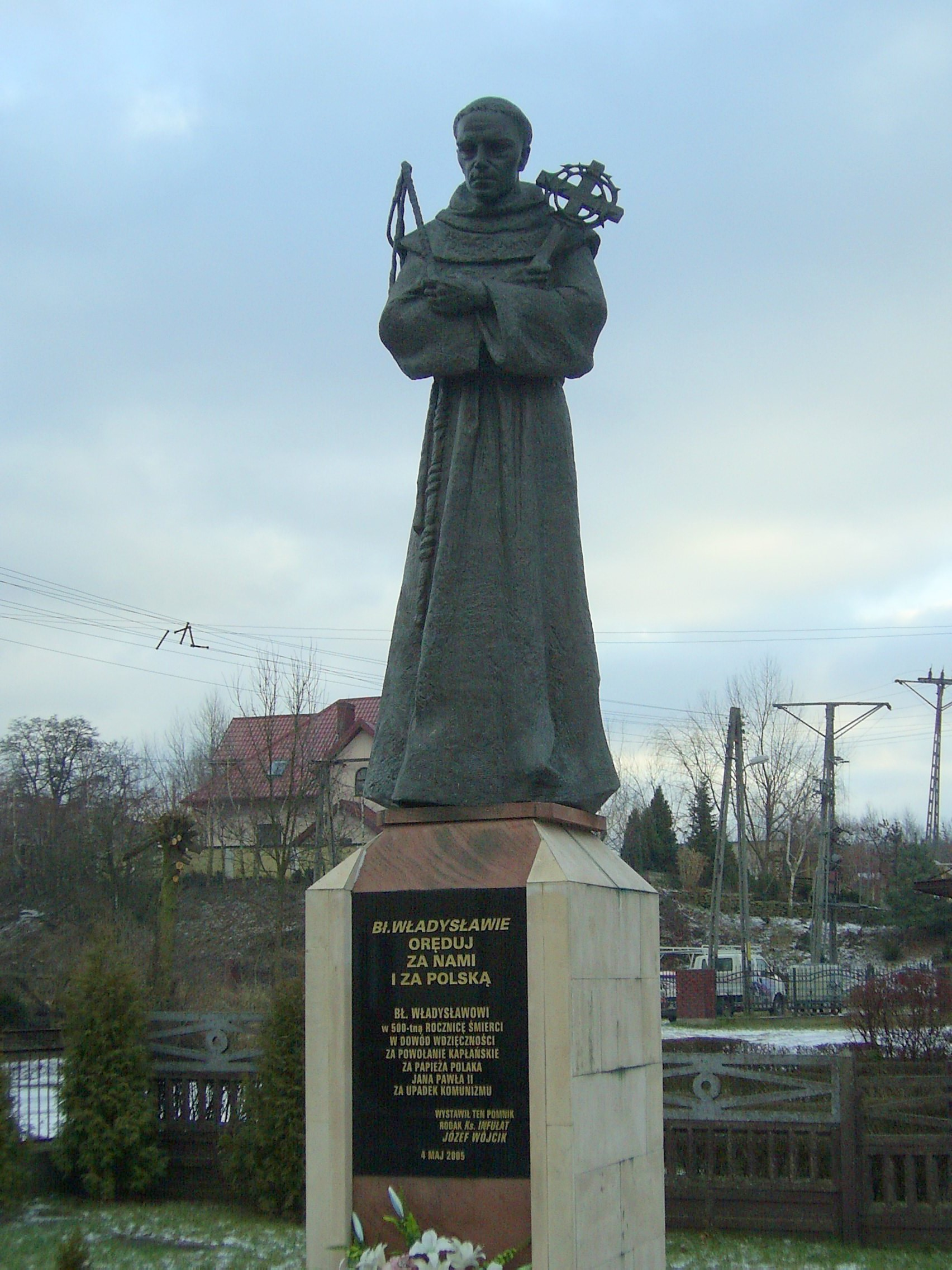
Monumento a Ladislau de Gielniów

A cidade de Gielniów foi fundada em 1455, na rota comercial que ia de Radom a Piotrków Trybunalski. Seu fundador foi Tomasz Mszczuj, de Brzezinki. Em meados do século XIV, Gielniów tinha apenas 96 habitantes, no século XVII, 121 habitantes e, no início do século XIX, havia 72 casas e 491 habitantes. No final do século XIX, Gielniów perdeu seus direitos municipais e se tornou uma vila.
A população dos arredores se dedicava principalmente à agricultura, mas também à cantaria e à fabricação de cerveja. Em 1455, a cidade recebeu de Casimiro IV Jagelão o privilégio de organizar feiras e, em 1760, o rei Augusto III concedeu seis feiras adicionais.
Os habitantes de Gielniów e arredores tinham e ainda têm grande estima por seu conterrâneo, o Beato Ladislau. Eles o escolheram como seu santo padroeiro e, desde 1962, incorporaram sua imagem ao brasão de armas do vilarejo. A primeira igreja de madeira da época do Beato Ladislau foi incendiada em 1806, e a cidade foi quase completamente destruída. Na igreja, construída entre 1861 e 1866, há um relicário do Beato e uma pintura com sua imagem no altar principal.
São Ladislau foi o autor de canções religiosas em latim e também o primeiro autor conhecido de canções religiosas em polonês. No local onde se acredita que ficava a casa onde Ladislau nasceu, os habitantes de Gielniów construíram uma capela em 1832. Ao lado dela há uma estátua fundada pela população local em 1983, representando a imagem do Beato Ladislau.
Fontes históricas falam da existência de uma escola paroquial em Gielniów, onde o próprio Beato Ladislau recebeu suas primeiras lições de escrita e canto litúrgico. Em 1910, uma escola de tijolos foi erguida no lado esquerdo da estrada, na saída de Gielniów em direção a Przysucha. Em julho de 1928, um incêndio atingiu a parte leste de Gielniów, partindo do rio Gielniowianka em direção a Przysucha. Durante esse incêndio, a escola primária, cujo diretor era Ladislau Hanusiewicz, foi incendiada. Depois que o prédio da escola foi incendiado, as aulas eram ministradas em edifícios particulares.
Em 1945, o diretor Jan Kupiec e o comitê de pais adaptaram um antigo prédio judeu em uma escola. As atividades de ensino foram realizadas lá até 1962. Em 1 de setembro de 1962, foi inaugurada a nova escola primária em Gielniów. Em 1 de setembro de 1999, uma escola secundária pública foi inaugurada no prédio da rua Szkolna, 5.
Em 3 de fevereiro de 1943, uma unidade da Guarda Popular, sob o comando de Józef Rogulski, pseudônimo de "Wilk", atacou os policiais que faziam uma ronda no vilarejo. Os policiais foram expulsos. No dia seguinte, os guardas que estavam acampados na floresta perto de Gielniów foram cercados por unidades da gendarmaria alemã e da SS (cerca de 300 homens). Como resultado da batalha, os guardas (cerca de 50 guerrilheiros) tiveram que se retirar, perdendo 8 mortos.

## Monumentos históricos
Há dois edifícios em Gielniów listados no registro de monumentos da voivodia de Mazóvia. São eles:
- Igreja paroquial do beato Ladislau.[15]
- Capela do beato Ladislau.

## Galeria

Casas na praça principal
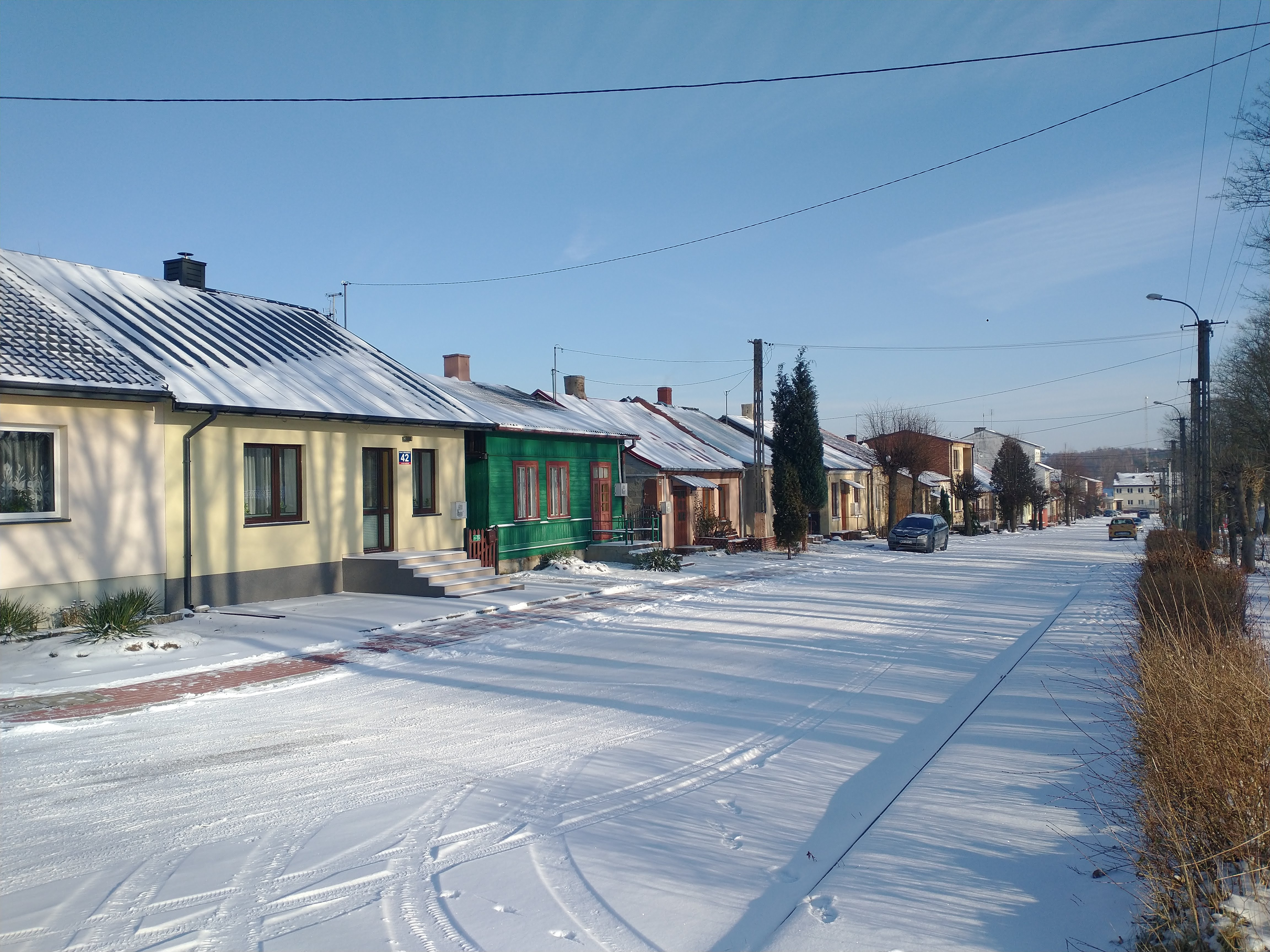
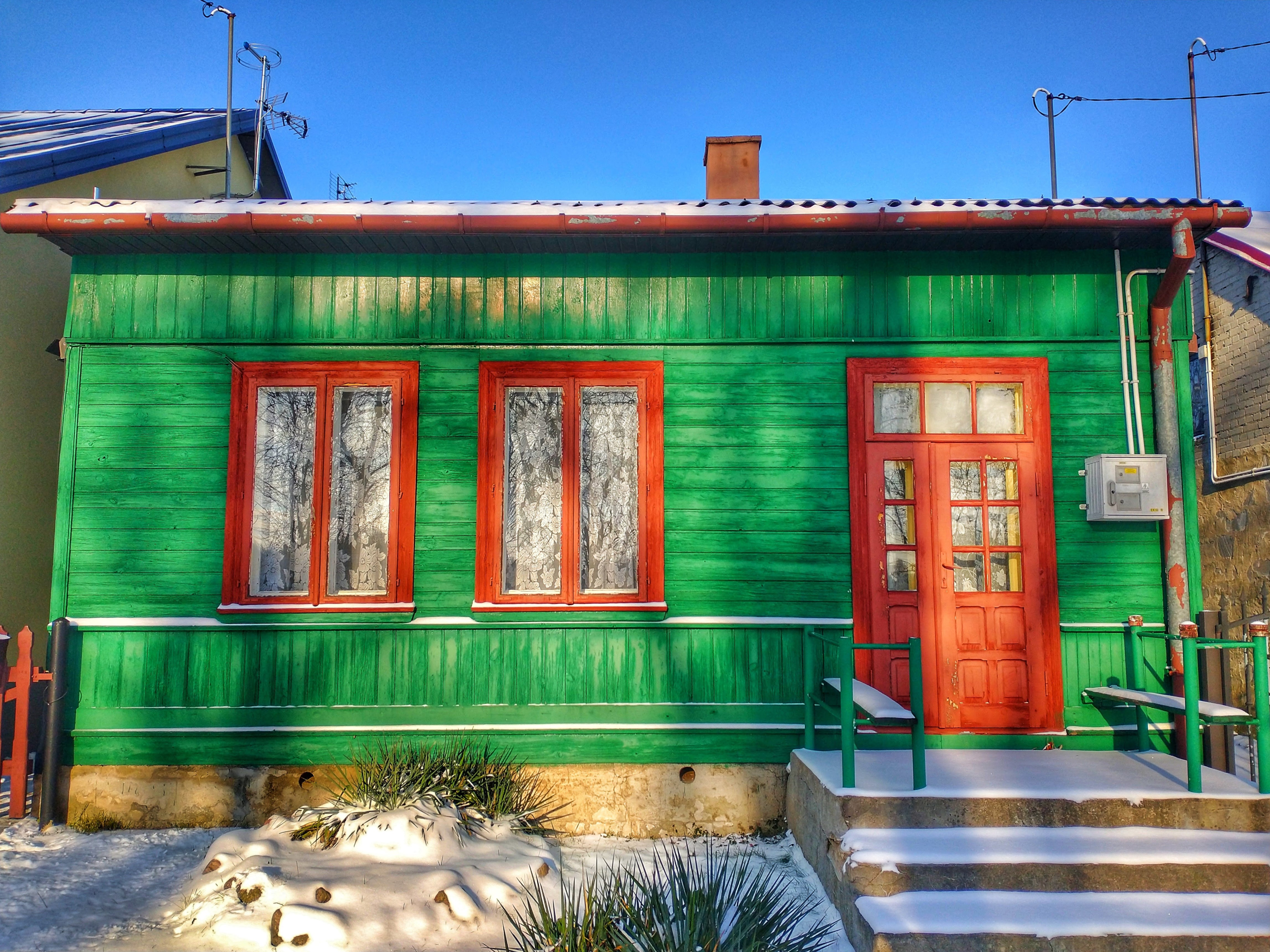
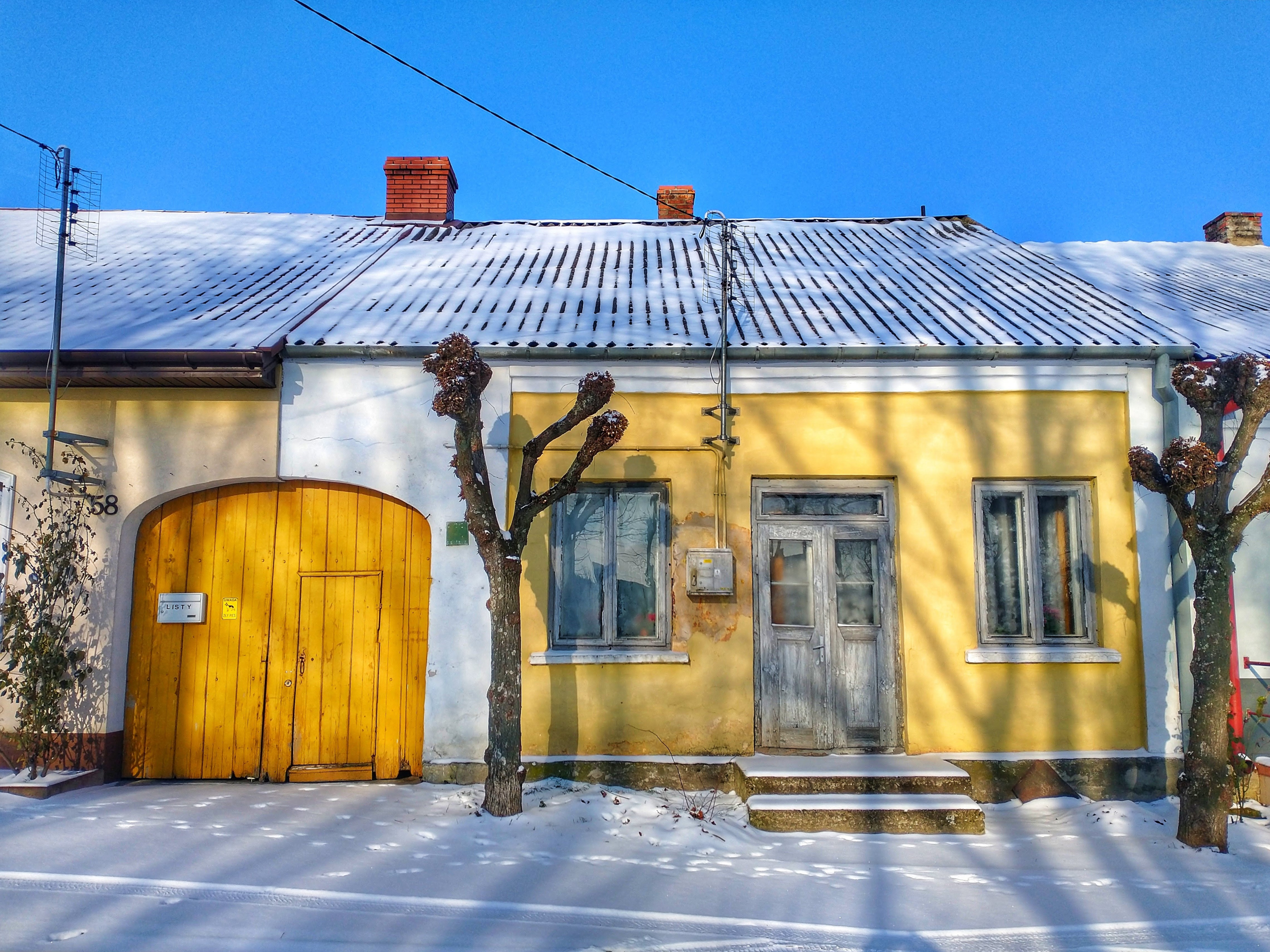

## Esporte
Gielniów é a sede do Clube Esportivo Popular “Orzeł” Gielniów, fundado em 1947. O estádio tem capacidade para 500 espectadores. O nível mais alto da liga alcançado pelo clube é a classe distrital.